# Imaxinismo
L'imaxinismo (imaginisme, en català) és un corrent poètic de principis del segle XX que es caracteritza, entre altres coses, per la creació d'imatges noves a partir d'elements quotidians o del paisatge que a vegades apareix humanitzat.
Algun crític literari ha denominat amb el nom d'imaxinismo l'escola hilozoísta creada per Luís Amado Carballo, que és un moviment poètic propi de l'avantguarda gallega. Tanmateix, l'imaginisme és un moviment d'avantguarda ja existent en altres literatures, i no té a veure amb l'hilozoísmo.